# Rokytnice v Orlických horách
Rokytnice v Orlických horách (deutsch Rokitnitz i. Adlergebirge) ist eine Stadt im Okres Rychnov nad Kněžnou in Tschechien.

## Geographie

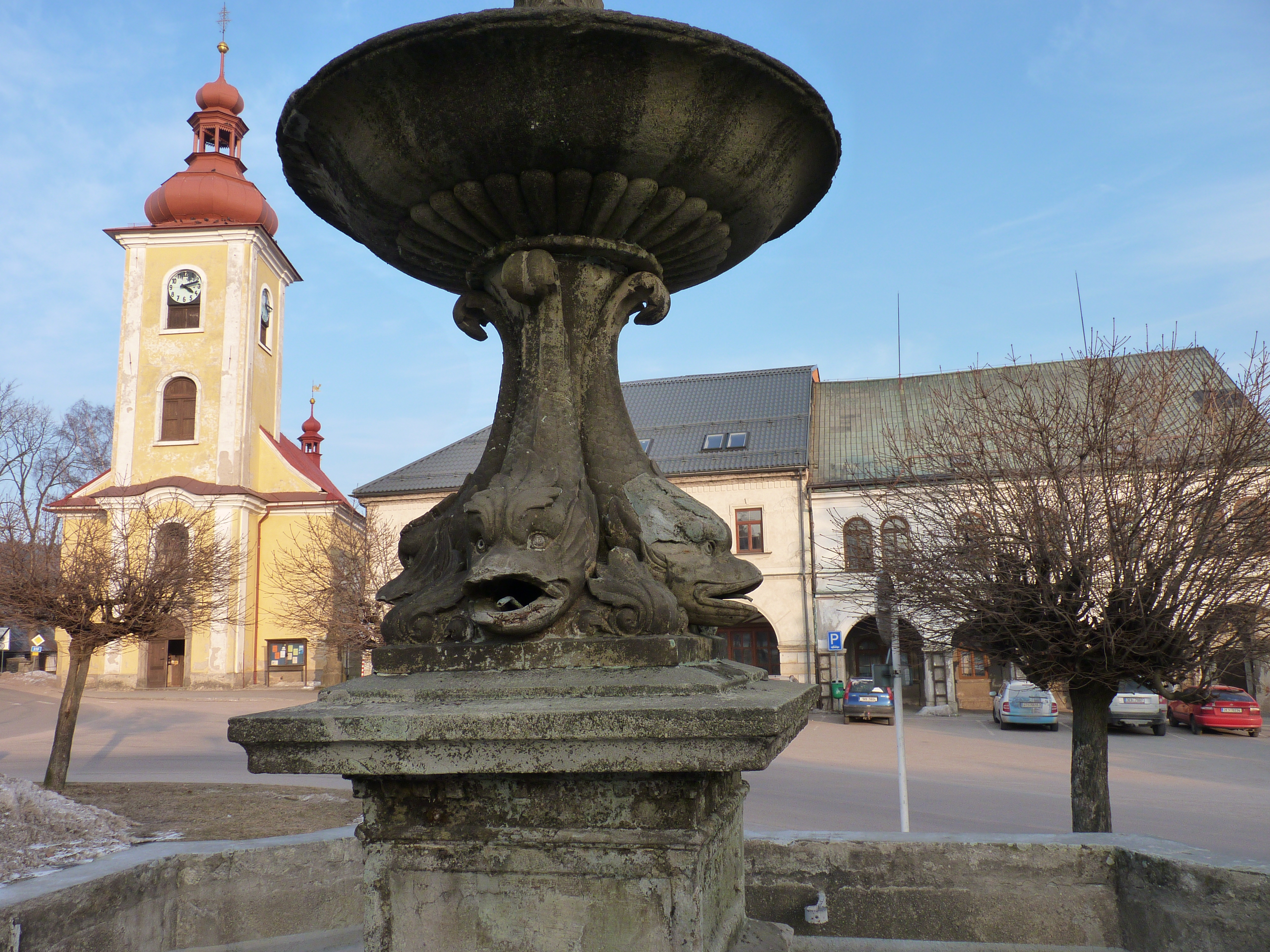
Pfarrkirche Allerheiligen und Brunnen im Stadtzentrum

Die Stadt liegt 14 Kilometer östlich von Rychnov nad Kněžnou (Reichenau an der Kniescha) im Adlergebirge im Tal des Flüsschens Rokytenka. Durch den Ort führt die Staatsstraße 319 von Rychnov nad Kněžnou nach Mladkov (Wichstadtl), von der in Rokytnice die Landstraße 310 nach Zdobnice (Stiebnitz) abzweigt.
Nachbarorte sind Prostřední Rokytnice (Mitteldorf) im Norden, Neratov (Bärnwald) im Nordosten, Bartošovice v Orlických horách (Batzdorf) im Osten, Záhory (Sahorsch), Kunačice (Ochsendorf), V Dole (Hinter Thal) und Kunvald (Kunwald) im Südosten, Kameničná (Steinicht) im Süden, Pěčín (Petschin) im Westen sowie Nebeská Rybná (Himmlisch Rybnai) im Nordwesten. Jenseits der Grenze zu Polen liegen im Süden des Glatzer Kessels die Ortschaften Poniatów (Peucker) im Nordosten, Niemojów (Marienthal) im Osten und Lesica (Freiwalde) im Südosten.

## Geschichte
Die Kolonisation des Gebietes des Adlervorgebirges erfolgte in der zweiten Hälfte des 13. und Anfang des 14. Jahrhunderts durch das Geschlecht von Dürnholz (z Drnholce). Diesem entstammten u. a. Hermann von Dürnholz (Heřman z Rychnova), der mit der Herrschaft Reichenau belehnt wurde und der für das Jahr 1269 belegt ist, außerdem Angehörige mit dem Prädikat von Rychmberg (z Rychmberka) sowie der Prager Kanoniker Hroznata. Er kolonisierte am Übergang vom 13. zum 14. Jahrhundert das Gebiet an der mittleren Zdobnice (Stiebnitz), aus dem er eine Herrschaft bildete, deren militärisches und Verwaltungszentrum die Burg Pěčín war und Rokitnitz das zugehörige städtische Zentrum.
Erstmals erwähnt wurde „Rokytnicz“ 1318. In diesem Jahr kam es aus unbekannten Gründen zu einem Zerwürfnis zwischen dem Kanoniker Hroznata und der Familie von Rychmberg. Deren Angehörige überfielen die Burg Pěčín und das Städtchen Rokitnitz und brannten beide Orte nieder. Vermutlich deshalb konnte die Bildung der eigenständigen Herrschaft Rokitnitz nicht fortgesetzt werden, so dass das Gebiet der Herrschaft Reichenau angeschlossen wurde, mit der es bis zum Jahre 1487 verbunden blieb. Im 14. Jahrhundert war Rokitnitz im Besitz der Mutina, die auch mit dem Prädikat Dobruška und Opočno bezeichnet wurden. 1369 hatten sie das Patronat der für dieses Jahr belegten Pfarrkirche inne., die zum Dekanat Adlerkosteletz gehörte.
1411 teilten die Brüder Jan und Hynek von Reichenau die Herrschaft Reichenau auf. Das Gebiet um Pěčín und Rokitnitz, das damals als Dorf bezeichnet wurde, fiel an Hynek, der seinen Hof in Dubno (Eichenhof) bei Reichenau errichtete. 1456 gelangte dieser Anteil an Jan d. J. von Reichenau (Jan ml. z Rychnova) und später an Heinrich von Reichenau (Jindřich z Rychnova). Dessen Tochter Johanka, die mit Kunata Vlk von Kvítkov (z Kvítkova) verheiratet war, verschrieb diesem und den gemeinsamen Kindern 1519 den eigenständigen Hof Rokytnik, der vermutlich zwischen 1495 und 1497 errichtet wurde. 1534 vermählte sich die inzwischen verwitwete Johanka mit Kuneš Hokovský von Hokov. Unter ihrer Herrschaft entwickelte sich Rokitnitz, das 1543 als Städtchen bezeichnet wurde, zu einem wirtschaftlichen Zentrum.
Nach Johankas Tod erwarb 1548 Jan Licek von Riesenburg (Lickové z Rýzmburka), der bereits die Herrschaft Borohrádek (Heideburg) besaß, die Herrschaft Rokitnitz. 1552 bekleidete er das Amt des Hauptmanns des Königgrätzer Kreises. Obwohl er in Borohrádek residierte, begann er in Rokitnitz mit dem Bau einer Feste, die erst nach seinem Tod 1553 von seinem Sohn Siegmund (Zikmund) fertiggestellt und befestigt wurde. Außerdem erweiterte Siegmund den bereits bestehenden Schlosshof, und 1560 errichtete er in Mitteldorf (Prostřední Rokytnice) den Neuhof (Nový dvůr). Zudem gründete er im Erlitztal Bärnwald, das mit Deutschen aus der benachbarten Grafschaft Glatz besiedelt wurde.
1567 verkaufte Siegmund Licek die Herrschaft Rokitnitz dem aus dem Oberlausitzer Uradelsgeschlecht Debschitz entstammenden Joachim von Mauschwitz. Er besaß seit 1556 pfandweise die dem Kloster Braunau gehörenden Ortschaften Wiesen, Halbstadt und Wernersdorf, weshalb er 1558 als Bewohner des Königreichs Böhmens mit dem Prädikat „von Armenruh“ (Jáchym Maušvic z Armenruh) geadelt wurde. Während seiner Herrschaft wurde Rokitnitz von Kaiser Rudolf II. zu einem Städtchen erhoben; zugleich erteilte er das Privileg für einen Wochen- sowie einen Jahrmarkt. 1580 begann Joachim Mauschwitz und Armenruh mit dem Umbau der bestehenden Feste zu einem Schloss. 1585 folgte ihm im Besitz sein Sohn Christof, der Joachims erster Ehe mit Elisabeth (Alžběta) von Schaffgotsch entstammte. Er errichtete nach dem Jahr 1600 die der Hl. Dreifaltigkeit geweihte Renaissance-Kirche. 1601 veröffentlichte er für seine Untertanen eine neue, strenge Kirchenordnung. Wie sein Vater setzte Christof Mauschwitz von Armenruh die Kolonisierung des rechtsseitigen Erlitztales fort, das er überwiegend mit Deutschen aus der Grafschaft Glatz besiedelte. Zwar erreichte er eine wirtschaftliche Blüte auf seinem Herrschaftsgebiet, jedoch kam es wegen der strengen Verordnungen, die er erließ, zu Unruhen unter seinen Untertanen. Sie brannten 1615 seinen Wirtschaftshof nieder, ein Jahr später wurde er von den Untertanen erschossen.
Vermutlich testamentarisch fiel Rokitnitz 1616 an Joachim Ziegler und Klipphausen, der mit einer Schwester Christofs Mauschwitz von Armenruh verheiratet war. 1618 unterschrieb er zusammen mit dem Glatzer Landeshauptmann Niklas von Gersdorff eine Vereinbarung, wonach die Untertanen aus den nächsten Rokitnitzer und Glatzer Dörfern für den dauerhaften Unterhalt und die Instandsetzung einer Brücke über die Erlitz zwischen Bärnwald und Peucker zuständig waren. Da er an dem Ständeaufstand von 1618 beteiligt war, wurde er 1628 von Kaiser Ferdinand II. zu einer Geldbuße von 2000 Rheinischer Gulden verurteilt. Nachdem er die Geldstrafe bezahlt hatte, durfte er die Herrschaft Rokitnitz behalten. Allerdings hatte er angesichts der anstehenden Verurteilung bereits 1627 einen Vertrag mit dem ebenfalls aus der Oberlausitz stammenden Adligen Johann Nikolaus von Nostitz (Jan Mikuláš z Nostic) geschlossen, wonach er die Herrschaft Rokitnitz mit dessen Hof Oberkunewalde im Lausitzer Bergland tauschte. In dieser Vereinbarung wird die Herrschaft Rokitnitz ausführlich beschrieben. Demnach bestanden 1627 in Rokitnitz u. a. drei Höfe: der Schlosshof (Zámecký), der Alte Hof in Mitteldorf (Starý, Prostřední Rokytnice) und der Niederhof (Dolní, in Dolní Rokytnice). Der entsprechende Eintrag über den Eigentumswechsel in die Landtafel erfolgte am 5. Dezember 1629.
1651 erteilte Otto von Nostitz-Rokitnitz (1608–1664) dem Städtchen Rokinitz 13 Privilegien. 1664 folgte ihm sein Sohn Christoph Wenzel von Nostitz-Rokitnitz. Er gründete im Schloss Rokitnitz eine umfangreiche Bibliothek mit bibliophilen Kostbarkeiten, die 1823 in die Schlossbibliothek Plan gelangte.
Nach der Ablösung der Patrimonialherrschaften wurde Rokitnitz zur selbstständigen Stadt. 1852 wurde der zur Bezirkshauptmannschaft Senftenberg gehörige Marktflecken zur Stadt erhoben. Mit dem Bau der Lokalbahn Daudleb–Rokitnitz erhielt die Stadt 1906 einen Eisenbahnanschluss. Die Grafen von Nostitz besaßen das Schloss und den zugehörigen Großgrundbesitz bis in die 1920er Jahre.
In Rokitnitz lebte eine deutsche Bevölkerungsmehrheit, die die nach dem Zusammenbruch der k.u.k Monarchie entstandene Tschechoslowakei ablehnte. 1918 trat die Stadt deshalb der Provinz Sudetenland bei. Am 15. Dezember 1918 wurde Rokitnitz durch die Tschechoslowakische Armee besetzt. Zwischen 1935 und 1938 erfolgte auf dem Höhenzug östlich der Stadt der Bau von Bunkerlinien des Tschechoslowakischen Walls. 1939 lebten 1023 Menschen in der Stadt. Nach dem Münchner Abkommen erfolgte die Eingliederung in das Deutsche Reich; von 1939 bis 1945 gehörte die Stadt zum deutschen Landkreis Grulich, Regierungsbezirk Troppau, im Reichsgau Sudetenland. Nach dem Ende des Zweiten Weltkriegs wurden die Deutschen 1945/46 vertrieben. Durch den Bevölkerungsverlust verlor Rokytnice das Stadtrecht.
Nach dem Einmarsch der Warschauer Paktstaaten in die Tschechoslowakei wurde Rokytnice 1968 von der polnischen Armee besetzt. Nachfolgend wurde es eine Garnisonsstadt der Sowjetarmee. Im Jahre 1971 wurden die Stadtrechte erneuert. Nach der Samtenen Revolution entwickelte sich die Stadt zum touristischen Zentrum des Adlergebirges. Erst 1991 zog die Sowjetarmee aus der Stadt ab.

### Glashütte Rokitnitz
Erstmals für das Jahr 1515 ist eine Glashütte belegt, die vermutlich im Gebiet des späteren Prostřední Rokytnice (Mitteldorf) lag. Die Glasherstellung wurde besonders von Christof Mauschwitz von Armenruh gefördert. Für das Jahr 1588 ist ein Hüttenmeister Martin Laczl belegt, dem Mathes Kaden folgte. Er verkaufte 1594 seine Glashütte dem Georg Schürer, einem Sohn des Valentin Schürer von Waldheim. Wegen Überschuldung musste Georg Schürer den Betrieb schon ein Jahr später aufgeben. Nachfolgender Besitzer war Hans Schieritz aus dem Glatzer Hausdorf, der ein Schwager des Hüttenmeisters Hans Friedrich war. Letztmals erwähnt wurde Hans Schieritz, dem Christof Mauschwitz von Armenruh umfangreiche Privilegien verliehen hatte, im Jahre 1610. Schon vorher war der Betrieb in das Gebiet des späteren Horní Rokytnice (Oberdorf) verlegt worden.

### Streit um den östlichen Grenzverlauf
Der Grenzverlauf zwischen dem altböhmischen Königgrätzer Kreis und dem ebenfalls böhmischen Glatzer Land, das 1459 zu einer Grafschaft erhoben wurde, war im Bereich des Adlergebirges bzw. der Wilden Adler (Erlitz) bis ins 16. Jahrhundert nicht genau festgeschrieben. Während die Glatzer den Fluss als natürliche Grenze betrachteten, behaupteten die Besitzer der Herrschaft Rokitnitz und der benachbarten Herrschaftsgebiete, die Grenze verlaufe über den Kamm des Habelschwerdter Gebirges. Erstmals belegt ist der Grenzstreit für das Jahr 1545, als der böhmische König Ferdinand I. dem Glatzer Pfandherrn Johann von Pernstein mitteilte, dass er auf Pernsteins Bitte hin Kommissäre beauftragt habe, die den Grenzverlauf feststellen sollten. Da 1546/47 sowohl die Besitzerin von Rokitnitz, Johanka von Kvítkov, als auch ihr Kontrahent Johann von Pernstein verstarben, wurde die Angelegenheit vom Glatzer Pfandherrn Ernst von Bayern weiter verfolgt. Eine 1550 eingesetzte Kommission unter Leitung der Prager Burggrafen Jan Byšický von Byšice legte den Grenzverlauf zugunsten der Glatzer aus. Mit dem Urteil gab sich Jan Licek von Riesenburg nicht zufrieden. Sein Sohn und Nachfolger Siegmund forderte noch 1567 den böhmischen Landtag auf, den Grenzstreit zu seinen Gunsten zu entscheiden. Beim Verkauf der Herrschaft im selben Jahr an Joachim Mauschwitz von Armenruh wurde vereinbart, dass Siegmund von Riesenburg im Falle, dass der Grenzstreit doch noch zu seinen Gunsten entschieden wird, er das dann gewonnene Gebiet ebenfalls an Joachim Mauschwitz verkaufen wird.

### Demographie
| Jahr | Einwohner | Anmerkungen |
| ---- | --------- | --- |
| 1834 | 0866      | in 165 Häusern, fast nur Katholiken (73 Juden), im Ort wird neben der deutschen auch die böhmische Sprache benutzt |
| 1848 | ca. 1.000 | [ 5 ] |
| 1930 | 1.022     | [ 6 ] |
| 1939 | 1.025     | [ 6 ] |
| 2017 | 2.047     | [ 7 ] |

## Gemeindegliederung
Die Gemeinde Rokytnice v Orlických horách besteht aus den Ortsteilen Nebeská Rybná (Himmlisch Rybnai) und Rokytnice v Orlických horách (Rokitnitz) sowie den Ortslagen Dolní Rokytnice v Orlických horách (Niederdorf), Hamernice (Hammerdorf), Horní Rokytnice (Oberdorf), Julinčíno Údolí (Julienthal), Lipovka (Lindenhof), Popelov (Popelow) und Prostřední Rokytnice (Mitteldorf).
Auf den Fluren der Stadt liegen die aufgelassenen Orte Dubno (Eichenhof), Hanička (Hannchen), Panské Pole (Herrnfeld), Václavova Seč (Wenzelshau) und Údoličko (Liebenthal).

## Sehenswürdigkeiten

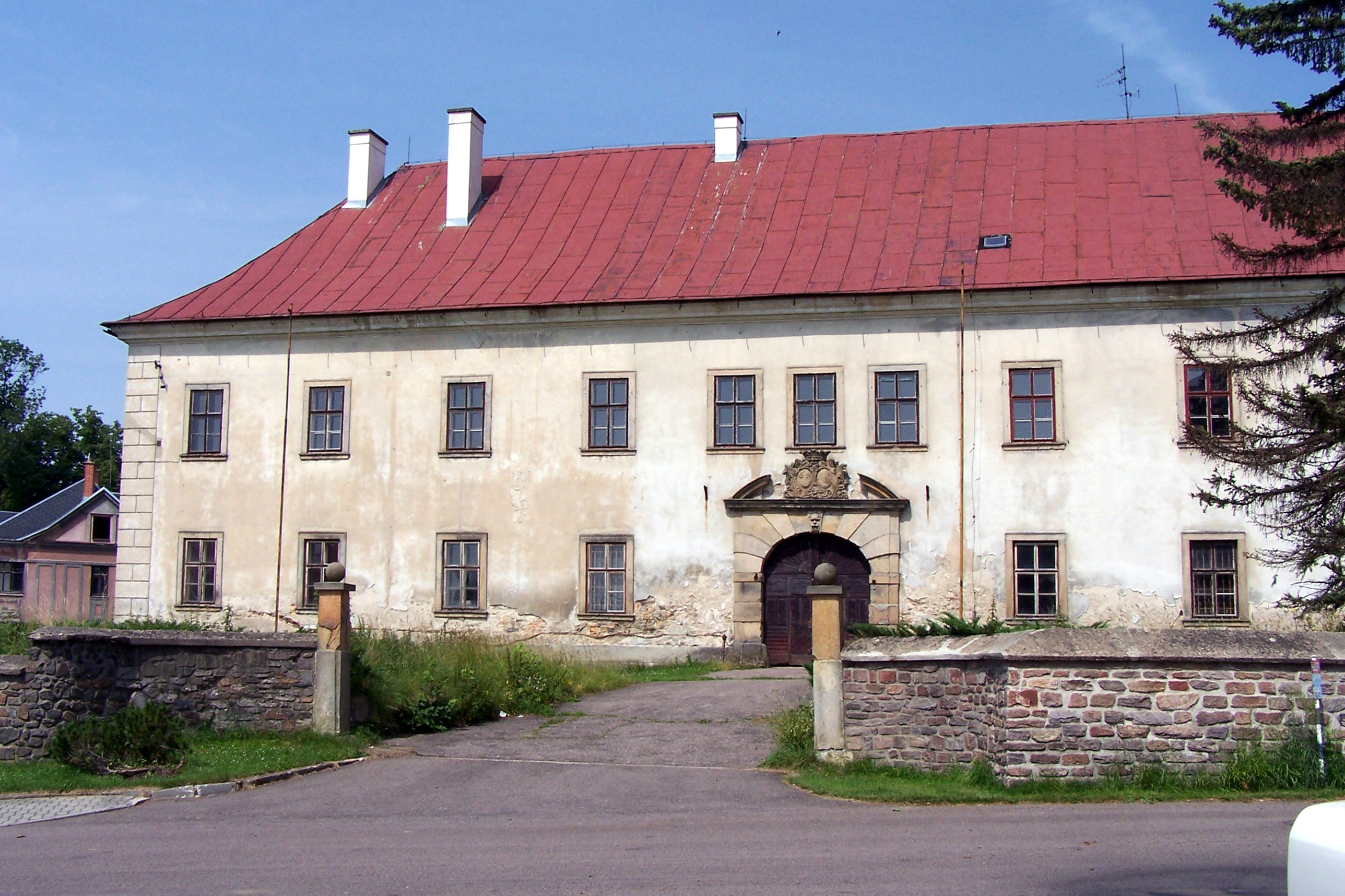
Schloss Rokitnitz

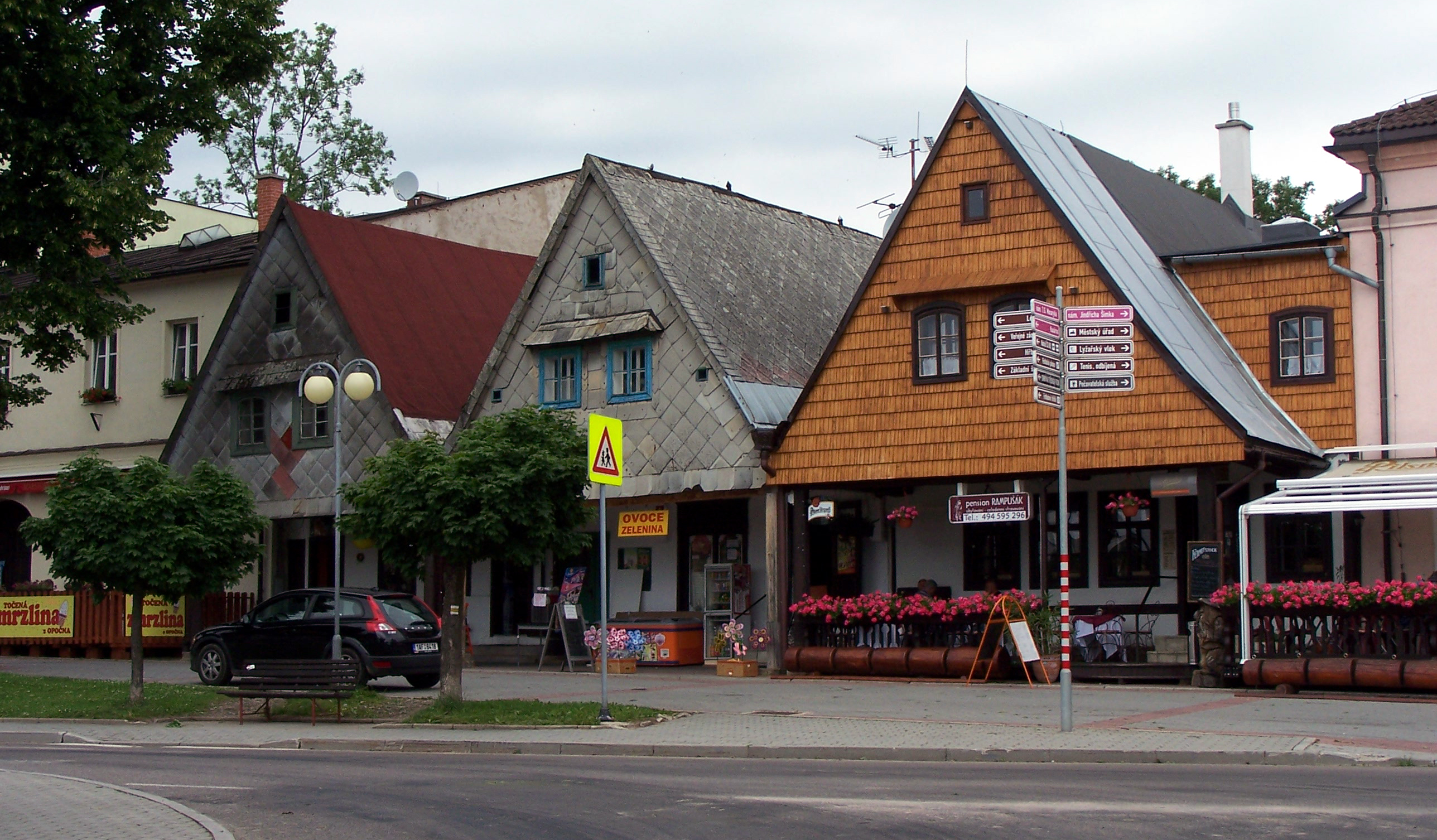
Historische Gebäude im Stadtzentrum

- Die der Hl. Dreifaltigkeit geweihte Kirche wurde von Christof Mauschwitz von Armenruh 1600–1604 erbaut.
- Pfarrkirche Allerheiligen, neu errichtet zwischen 1679 und 1684.
- Schloss Rokytnice, am Marktplatz
- Brunnen auf dem Markt
- Museum Artilleriefestung Hanička, Teil des Tschechoslowakischen Walls
- Jüdischer Friedhof

## Söhne und Töchter der Stadt
- Christoph Wenzel von Nostitz-Rokitnitz (1648–1712), Besitzer der Herrschaft Rokitnitz
- Moritz Reich (1831–1857), deutsch-böhmischer Schriftsteller
- Friedrich Hanisch (1838–1912), Fabriksbesitzer und Abgeordneter zum Österreichischen Abgeordnetenhaus
- Franz Mader (1912–1988), deutscher Politiker, geboren in Mitteldorf
- Elfriede Kuzmany (1915–2006), österreichische Schauspielerin
- Günther Wytopil (* 15. April 1926; † 15. Januar 2012 in Ueberau), seit 1998 Ehrenbürger von Rokytnice[8]